# DNA²
DNA² (D・N・A² ～何処かで失くしたあいつのアイツ～ D.N.A² Dokokade nakushita aitsu no aitsu～?, lit. Algo tuyo que perdí en algún lugar) es un manga escrito e ilustrado por Masakazu Katsura, creador de obras como Video Girl Ai y I''s. Se publicó en Japón dentro de la revista Shūkan Shōnen Jump en 1993; en México lo distribuyó Grupo Editorial Vid, en España Planeta DeAgostini y en Argentina Editorial Ivrea.

## Argumento
En un futuro donde el viaje en el tiempo y la alteración del ADN es una realidad, la sobrepoblación está llevando a la humanidad hacia la extinción. Los investigadores se dan cuenta de la existencia de un humano en el siglo XX con un gen especial, el cual lo convirtió en un superhumano extremadamente fértil e irresistible a las mujeres. Esta persona tuvo 100 hijos que heredaron ese gen y sus habilidades, llegando cada uno a tener 100 hijos, y así cada generación, convirtiéndose en la mayor causa de la superpoblación. A este individuo se le conoce a lo largo de la historia como el Mega-Playboy.
El gobierno decide enviar a Karin al pasado para normalizar el ADN de esa persona, y de esta forma disminuir el problema en el futuro. Al llegar al pasado se encuentra con Junta, un joven que, a pesar de ser alérgico a las mujeres, se corresponde en un 99.9% con la descripción del Mega-Playboy. Karin, sin preocuparse por el 0.1% restante, le dispara una Bala DCM para alterar su ADN, pero cuando regresa a la máquina del tiempo, una llamada del futuro le informa que ha traído consigo la bala equivocada.
Por culpa de la DNA Control Medicine los genes de Junta no solo han quedado inestables, sino que además se ha acelerado su desarrollo como Mega-Playboy (su transformación debía suceder varios años más tarde), transformándose solo por momentos, lo cual le trae muchos problemas con las chicas.

## Personajes principales
- Junta Momonari (桃生 純太?) es un típico estudiante de colegio, excepto porque tiene una extraña "alergia" a las mujeres, cada vez que ve algo cercano a un cuerpo femenino desnudo entra en crisis y se pone a vomitar, aunque sea ropa interior o ropa deportiva ajustada. Luego de que Karin le dispara con una Bala DCM se transforma en Mega-Playboy, pero como ella se equivocó de bala, la transformación es inestable, por lo que su vida se balancea entre los vómitos que le produce la excitación y la transformación que le sucede cuando se encuentra con una chica que le atrae o enternece. Su seiyū es Keiichi Nanba, fue doblado por Enrique Hernández en España y por Ezequiel Serrano en Hispanoamérica.[6]

- Karin Aoi (葵 かりん?) es una DNA Operator de 16 años que viene del futuro para deshacerse de la amenaza del Mega-Playboy. Es, o por lo menos ella así lo dice, la mejor operadora; al viajar a esta época, se equivoca y trae otra bala, la cual acelera la transformación de Junta; por ello, intenta buscar un medio alternativo para evitar que se convierta en el Mega-Playboy. Todo lo que quiere en la vida es un buen esposo, una mascota y una linda casa, pero al conocer a Junta, comienza a sentirse atraída por él, primero por sus poderes y finalmente por él como persona. Su seiyū es Miina Tominaga, fue doblada por Adriana Jiménez en España y por Rebeca Aponte en Hispanoamérica.[6]

- Ami Kurimoto (栗本 亜美?) es una amiga de la infancia de Junta, es una de las pocas mujeres que no le causan una reacción alérgica, lo que ella a veces toma como una ofensa, ya que desde hace mucho que está enamorada de él. Puede que ocurra esto porque Ami no parezca muy femenina: casi siempre viste usando jeans y camisetas sueltas. Al sentir amor verdadero por Junta, ella es inmune a la habilidad del Mega-Playboy, por lo que Karin decide intentar unirlos para que él tenga alguien de verdad importante y logre controlarse con el resto de las mujeres. Su seiyū es Hiroko Kasahara, fue doblada por Julia Chalmeta en España y por Annabelle Silva en Hispanoamérica.[6]

- Tomoko Saeki (佐伯 倫子?) es una compañera de colegio de Junta. Novia de Ryūji hasta que se cansa de su infidelidad. Fue la primera en caer bajo los encantos del Mega-Playboy, después de intentar usar a Junta para darle celos a Ryūji, pero al convertirse este por primera vez en su presencia decide quedarse con él por lo que abandona a Ryūji para intentar seducir a Junta en serio. Su seiyū es Megumi Hayashibara, fue doblada por Marta Estrada en España y por María Teresa Hernández en Hispanoamérica.[6]

## Terminología utilizada
- DCM: Acrónimo de DNA Control Medicine (Medicina de control de ADN), es la sustancia usada por los DNA Operator para provocar un cambio en una persona para el bien del futuro. Puede ser administrada de varias formas; Karin por ejemplo la usa en las balas de su pistola.[7]
- DNA Operator: Personas que viajan al pasado para cambiar al DNA de alguien importante de cara al futuro, usando el DCM.[8]
- Mega-Playboy: Persona que en el futuro tendrá 100 hijos con distintas mujeres. Estos hijos heredarán el gen del Mega-Playboy, lo que causará una rápida superpoblación en la Tierra.[8]

## Contenido de la obra

### Manga
El manga fue escrito y dibujado por Masakazu Katsura para la revista semanal Shūkan Shōnen Jump, y fue publicado desde la edición #36/37 de 1993 hasta la edición #29 de 1994, con un total de 42 capítulos que fueron luego compilados en 5 volúmenes. En el 2001 fue publicado en México por el Grupo Editorial Vid, en 10 volúmenes de la mitad del tamaño original, en el 2002 en España por Planeta DeAgostini y en Argentina por editorial Editorial Ivrea en 5 tomos idénticos a los japoneses.

### Anime
| Director             | Jun'ichi Sakata                       |
| Historia original    | Masakazu Katsura Studio K2R           |
| Diseño de personajes | Kumiko Takahashi                      |
| Diseño mecánico      | Takeshi Koike                         |
| Dirección de arte    | Yoshimi Amano                         |
| Música               | Fujio Kōno                            |
| Producción           | Umi Okata Umi Sasegawa Masao Maruyama |

El anime fue producido por Bandai Visual y animado por Madhouse, en cooperación con Studio Deen y se presentó en Nihon TV desde el 7 de octubre de 1994 hasta el 23 de diciembre del mismo año, a las 17:30 en la región de Kantō; fueron producidos doce episodios para la televisión. Luego estos se vendieron en 5 tomos por Bandai Visual, junto a otros tres episodios en formato OVA que complementaron y finalizaron la historia.
La serie, incluyendo los tres episodios en formato OVA, fueron licenciados por Locomotion para su transmisión en Latinoamérica en el año 2005; pero ese mismo año Sony Pictures Television compró el canal, así entonces la serie fue estrenada y emitida por Animax. Fue lanzada en DVD por Selecta Visión en España, en 3 tomos de 5 episodios cada uno.

#### Banda sonora
El anime como tema de apertura usa la canción Blurry Eyes del grupo L'Arc~en~Ciel. Asimismo, usa como tema de cierre la melodía Single Bed (シングルベッド?), de Sharam Q. La música de fondo fue compuesta por Fujio Kōno.
La música fue compilada en un CD que salió a la venta el 1 de diciembre de 1994 como Original Sound Track (OST) (オリジナルサウンドトラック Banda Sonora Original?) y además el 1 de octubre de 1995 se lanzó un Original Image Album (オリジナルイメージアルバム?) sobre la serie.
Original Soundtrack
1. Blurry Eyes [L'Arc～en～Ciel]
2. Impatience
3. D・N・A2
4. Loneliness
5. Fear
6. Into The Boom
7. 景色
8. ドラゴンファンタジー?
9. Sweet Dream
10. Go Away
11. Amorous
12. Danger Zone
13. Blurry Eyes (Strings Version)
14. Fighting
15. ずっこけ純太！
16. うんざり純太！
17. Dear ....
18. 疾走
19. Look for ....?
20. Metamorphosis ～変身～
21. Darkness Hero
22. Energy
23. Last Battle
24. See You .....

Original Image Album
1. かりん、登場！
2. 負けないもん （interpretado por：Miina Tominaga）
3. すきだよ （interpretado por：Hiroko Kasahara）
4. ぱじゃまでおジャマ？
5. 僕たちのＤ・Ｎ・Ａ
6. オ・ト・コはつらいよ （interpretado por：Keiichi Nanba & Takehito Koyasu）
7. Ｄｅａｒ・・・ （interpretado por：Sakiko Tamagawa）
8. Dance ダンス だんす （interpretado por：Masakazu Katsura, letra por：Megumi Hayashibara）
9. Last Message

## Principales diferencias entre el manga y el anime
Como muchas otras series, DNA² es un manga antes que un anime. Se trata de una adaptación bastante fiel a los sucesos que narra el manga. Sin embargo, trasladar esto al ámbito del anime suele conllevar una serie de cambios, algunos estéticos, y otros simplemente para dar al argumento de la serie un aspecto más atractivo. La mayoría de estos cambios son pequeños; los principales son:
- En el anime Karin viaja 100 años al pasado, mientras en el manga son solo 63 años.
- El orden de la historia fue cambiado: el tercer volumen fue animado en los episodios 9 al 12, mientras el cuarto fue animado en los episodios 5 al 8.
- La historia de Kotomi fue acortada, y se eliminó a su contrincante en la competencia de gimnasia: Mako Iwasaki.